# Macromia amphigena
Macromia amphigena là loài chuồn chuồn trong họ Macromiidae. Loài này được Selys mô tả khoa học đầu tiên năm 1871.